# Chromis

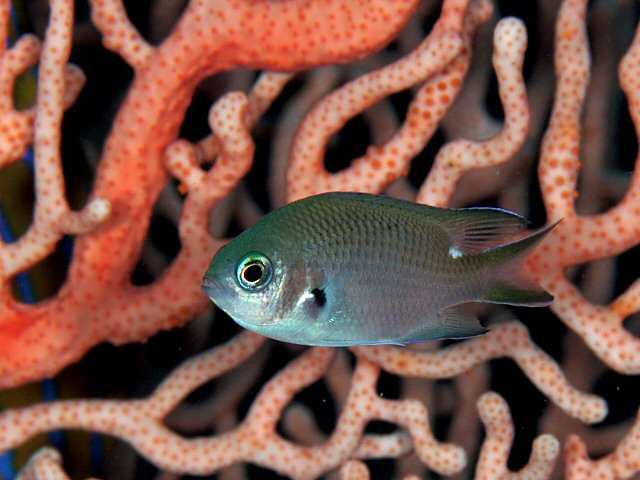
Chromis notata

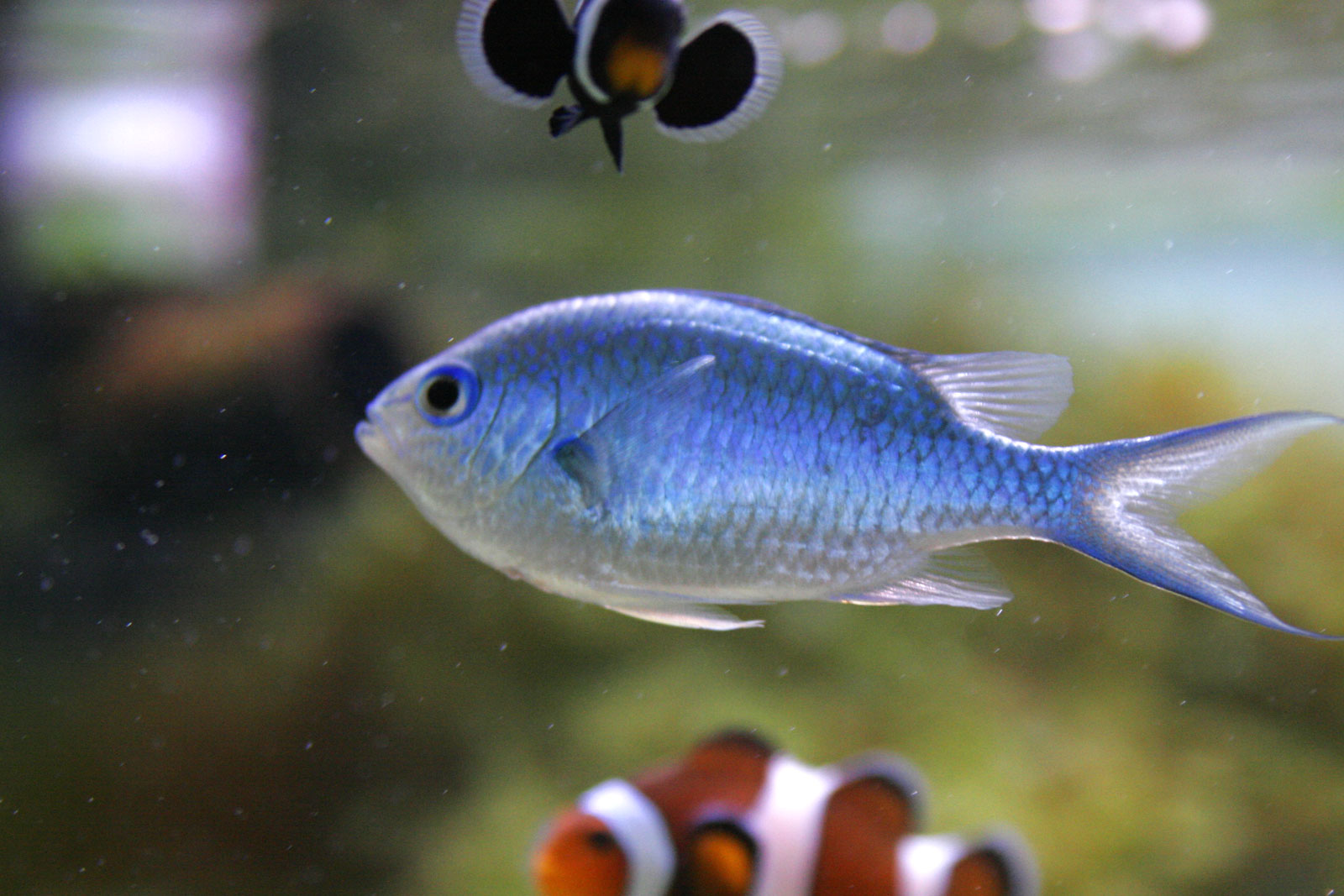
Un Chromis

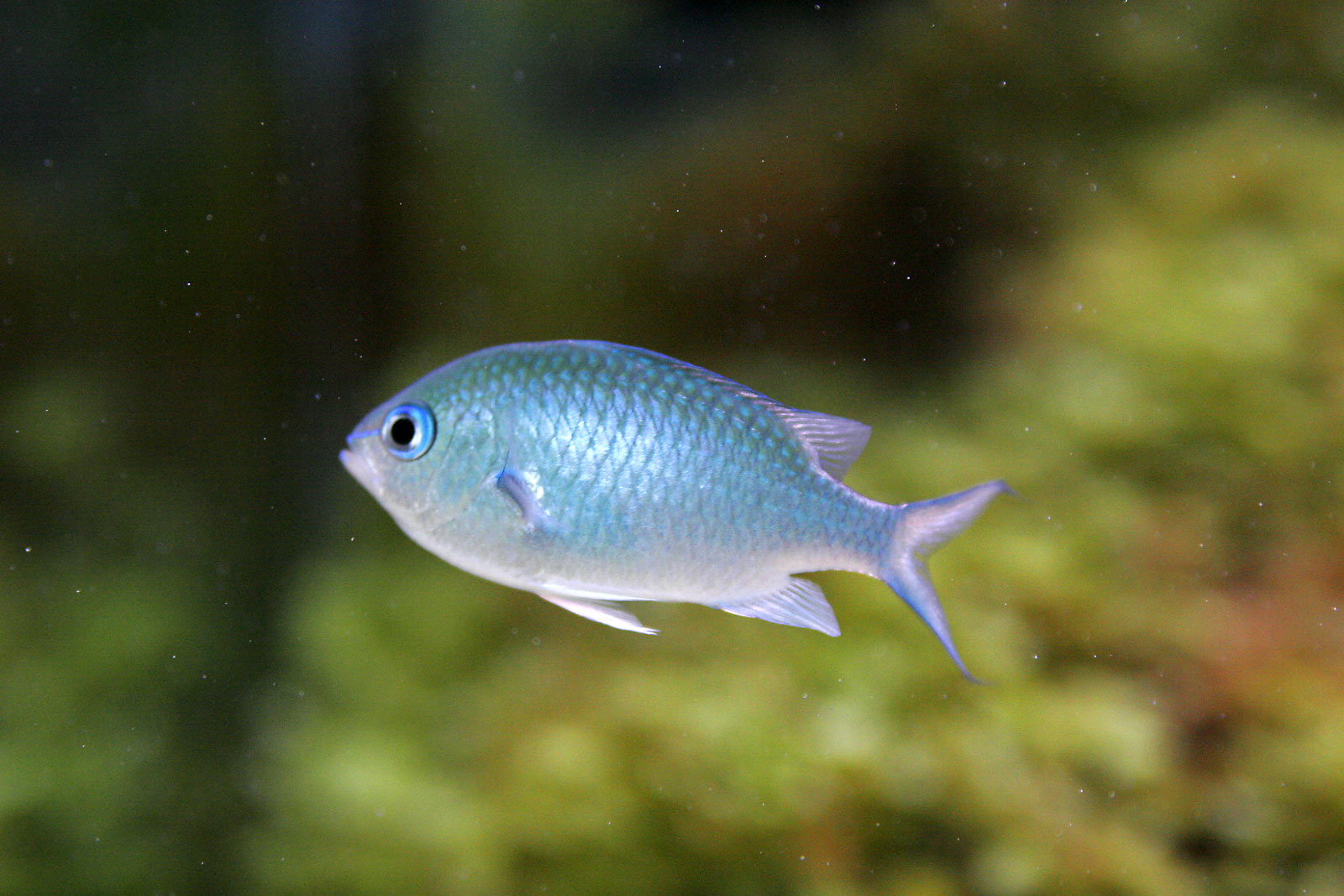
Un Chromis

Chromis és un gènere de peixos de la família dels pomacèntrids i de l'ordre dels perciformes.

## Taxonomia
- Chromis abrupta (Randall, 2001)[2]
- Chromis abyssicola (Allen i Randall, 1985)
- Chromis abyssus (Pyle i cols., 2008)[3]
- Chromis acares (Randall i Swerdloff, 1973)
- Chromis agilis (Smith, 1960)
- Chromis albomaculata (Kamohara, 1960)
- Chromis alleni (Randall, Ida i Moyer, 1981)
- Chromis alpha (Randall, 1988)
- Chromis alta (Greenfield i Woods, 1980)
- Chromis amboinensis (Bleeker, 1873)
- Chromis analis (Cuvier a Cuvier i Valenciennes, 1830)
- Chromis atrilobata (Gill, 1862)
- Chromis atripectoralis (Welander i Schultz, 1951)
- Chromis atripes (Fowler i Bean, 1928)
- Chromis axillaris (Bennett, 1831)
- Chromis bami (Randall i McCosker, 1992)
- Chromis brevirostris (Pyle i cols., 2008)[3]
- Chromis cadenati (Whitley, 1951)
- Chromis caerulea (Cuvier a Cuvier i Valenciennes, 1830)
- Chromis caudalis (Randall, 1988)
- Chromis chromis (Linnaeus, 1758)[4]
- Chromis chrysura (Bliss, 1883)
- Chromis cinerascens (Cuvier, 1830)
- Chromis circumaurea (Pyle i cols., 2008)[3]
- Chromis crusma (Valenciennes a Cuvier i Valenciennes, 1833)
- Chromis cyanea (Poey, 1860)
- Chromis dasygenys (Fowler, 1935)
- Chromis degruyi (Pyle i cols., 2008)[3]
- Chromis delta (Randall, 1988)
- Chromis dimidiata (Klunzinger, 1871)
- Chromis dispilus (Griffin, 1923)
- Chromis earina (Pyle i cols., 2008)[3]
- Chromis elerae (Fowler i Bean, 1928)
- Chromis enchrysura (Jordan i Gilbert, 1882)
- Chromis fatuhivae (Randall, 2001)[5]
- Chromis flavapicis (Randall, 2001)[5]
- Chromis flavaxilla (Randall, 1994)
- Chromis flavicauda (Günther, 1880)
- Chromis flavipectoralis (Randall, 1988)
- Chromis flavomaculata (Kamohara, 1960)
- Chromis fumea (Tanaka, 1917)
- Chromis hanui (Randall i Swerdloff, 1973)
- Chromis hypsilepis (Günther, 1867)
- Chromis insolata (Cuvier a Cuvier i Valenciennes, 1830)
- Chromis intercrusma (Evermann and Radcliff, 1917)
- Chromis iomelas (Jordan i Seale, 1906)
- Chromis jubauna (Moura, 1995)
- Chromis klunzingeri (Whitley, 1929)
- Chromis lepidolepis (Bleeker, 1877)
- Chromis leucura (Gilbert, 1905)
- Chromis limbata (Cuvier a Cuvier i Valenciennes, 1830)[6]
- Chromis limbaughi (Greenfield i Woods, 1980)
- Chromis lineata (Fowler i Bean, 1928)
- Chromis lubbocki (Edwards, 1986)
- Chromis margaritifer (Fowler, 1946)
- Chromis meridiana (Greenfield i Woods, 1980)
- Chromis mirationis (Tanaka, 1917)
- Chromis monochroma (Allen & Randall, 2004)[7]
- Chromis multilineata (Guichenot, 1853)
- Chromis nigroanalis (Randall, 1988)
- Chromis nigrura (Smith, 1960)
- Chromis nitida (Whitley, 1928)
- Chromis notata (Temminck i Schlegel, 1843)
- Chromis okamurai (Yamakawa i Randall, 1989)
- Chromis onumai (Senou & Kudo, 2007)[8]
- Chromis opercularis (Günther a Playfair i Günther, 1867)
- Chromis ovalis (Steindachner, 1900)
- Chromis ovatiformis (Fowler, 1946)
- Chromis pamae (Randall i McCosker, 1992)
- Chromis pelloura (Randall i Allen, 1982)
- Chromis pembae (Smith, 1960)
- Chromis planesi (Lecchini & Williams, 2004)[9]
- Chromis punctipinnis (Cooper, 1863)
- Chromis pura (Allen & Randall, 2004)[7]
- Chromis randalli (Greenfield i Hensley, 1970)
- Chromis retrofasciata (Weber, 1913)
- Chromis sanctaehelenae (Edwards a Edwards i Glass, 1987)
- Chromis scotochiloptera (Fowler, 1918)
- Chromis scotti (Emery, 1968)
- Chromis struhsakeri (Randall i Swerdloff, 1973)
- Chromis ternatensis (Bleeker, 1856)
- Chromis triacantha (Bowdich, 1825)
- Chromis trialpha (Allen i Randall, 1980)
- Chromis vanderbilti (Fowler, 1941)
- Chromis verater (Jordan i Metz, 1912)
- Chromis viridis (Cuvier a Cuvier i Valenciennes, 1830)
- Chromis weberi (Fowler i Bean, 1928)
- Chromis westaustralis (Allen, 1976)
- Chromis woodsi (Bruner i Arnam, 1979)
- Chromis xanthochira (Bleeker, 1851)
- Chromis xanthopterygia (Randall i McCarthy, 1988)
- Chromis xanthura (Bleeker, 1854)
- Chromis xouthos (Allen & Erdmann, 2005)[10]
- Chromis xutha (Randall, 1988)[11][12][13][14][15][16][17]